# Hilmar Mulder
Hilmar Mulder (Seoul, 1968) is een Nederlandse bladenmaker en (mode)journalist. Sinds 2015 is Mulder hoofdredactrice van Libelle. In het verleden was ze onder meer hoofdredactrice van Cosmopolitan, Grazia en Elle.
Mulder is opgeleid tot modeontwerper en mode-illustrator aan de Willem de Kooning Academie in Rotterdam. In 1993 begon ze als moderedacteur bij het tijdschrift Yes. In 1996 ging ze in diezelfde functie bij Viva aan de slag; in 1999 werd ze redacteur bij Marie Claire. In 2001 werd Mulder chef mode, beauty & lifestyle van Marie Claire. In 2004 werd ze hoofdredacteur van Cosmopolitan. In 2007 verscheen van haar hand het boek Wat ik geleerd heb van Cosmo, ter gelegenheid van het 25-jarige bestaan van het blad. In 2007 volgde de overstap naar Grazia waar ze hoofdredacteur werd. In die functie werd ze in 2010 verkozen tot Roto Smeets Mercur Hoofdredacteur van het jaar. In 2014 stapte ze over naar Elle, waar ze hoofdredacteur werd. In oktober 2015 volgde ze Franska Stuy op als hoofdredacteur van Libelle.
In 2019 deed ze mee aan het televisieprogramma de Slimste Mens.
Mulder is getrouwd met bladenmaker Wim Spijkers.